# Ludwig Faddiejew
Ludwig Dmitrijewicz Faddiejew (ros. Людвиг Дмитриевич Фаддеев, ur. 23 marca 1934 w Leningradzie, zm. 26 lutego 2017 w Petersburgu) – radziecki i rosyjski fizyk i matematyk.

## Życiorys
Urodził się jako syn Dmitrija Faddiejewa (członka korespondenta Akademii Nauk ZSRR) i Wiery z d. Zamiatinej. Po ukończeniu męskiej szkoły średniej studiował na Wydziale Fizycznym Uniwersytetu Leningradzkiego, który ukończył w 1956, następnie pracował na tym uniwersytecie. W 1959 obronił pracę kandydacką, w 1963 został doktorem nauk fizyczno-matematycznych, a w 1967 profesorem Uniwersytetu Leningradzkiego. Od grudnia 1976 był członkiem rzeczywistym Akademii Nauk ZSRR, od 1987 do 1990 jako pierwszy z radzieckich i rosyjskich matematyków pełnił funkcję przewodniczącego Międzynarodowej Unii Matematycznej.
Zajmował się zagadnieniami fizyki matematycznej, zdefiniował jej podstawy. Wykorzystywał narzędzia matematyczne do rozwiązywania problemów fizycznych. W szczególności był w stanie rozwiązać kwantowy problem rozproszenia trzech cząstek. Ten sukces umożliwił stworzenie teorii systemów niskocząsteczkowych. Jego prace o kwantowej teorii pól kalibracyjnych stały się podstawą modelu standardowego w teorii cząstek elementarnych. Znalazł rozwiązanie problemów odwrotnych dla przypadków wielu zmiennych. Opracowana przez Faddiejewa teoria kwantowych łańcuchów spinowych doprowadziła do odkrycia nowych struktur matematycznych - grup kwantowych. Był autorem 200 prac naukowych i 5 monografii.
W 1986 został honorowym członkiem Polskiej Akademii Nauk. Był też członkiem zagranicznym Akademii Nauk i Literatury (Finlandia, 1988), członkiem zagranicznym Narodowej Akademii Nauk USA (1990), członkiem Amerykańskiej Akademii Nauk w Bostonie (1979), członkiem zagranicznym Szwedzkiej Akademii Królewskiej (1989), doktorem honoris causa uniwersytetów w Buenos Aires i La Placie (Argentyna, 1988), akademikiem Akademii Finlandii (1992), członkiem zagranicznym Akademii Nauk Brazylii (2004) i członkiem zagranicznym Royal Society (Wielka Brytania, 2010). W 1978 wygłosił wykład sekcyjny, a w 2002 wykład plenarny na Międzynarodowym Kongresie Matematyków.

## Odznaczenia i nagrody
- Order Lenina
- Order „Za zasługi dla Ojczyzny” III klasy (25 października 2004)
- Order „Za zasługi dla Ojczyzny” IV klasy (4 czerwca 1999)
- Order Czerwonego Sztandaru Pracy
- Order Przyjaźni Narodów
- Order Przyjaźni (4 czerwca 2014)
- Order Honoru (30 lipca 2010)
- Nagroda Państwowa ZSRR (1971)
- Państwowa Nagroda Federacji Rosyjskiej (dwukrotnie, 1995 i 2005)
- Złoty Medal im. Łomonosowa (2013)
- Medal im. Maxa Plancka (1996)
- Nagroda Shawa (2008)[4]

I inne.